# Band of Joy (album)
Band of Joy è un album del cantante inglese Robert Plant e del suo gruppo Band of Joy, pubblicato il 13 settembre 2010 nel Regno Unito ed il giorno seguente negli Stati Uniti d'America.
Il primo singolo estratto dall'album è Angel Dance.

## Tracce
1. Angel Dance – 3:49 (David Hidalgo, Louie Perez)
2. House of Cards – 3:13 (Richard Thompson)
3. Central Two-O-Nine – 2:48 (Robert Plant, Buddy Miller)
4. Silver Rider – 6:05 (Zachary Micheletti, Mimi Parker, Alan Sparhawk)
5. You Can't Buy My Love – 3:10 (Billy Babineaux, Bobby Babineaux)
6. I'm Falling in Love Again – 3:37 (Dillard Crume, Andrew Kelly)
7. The Only Sound That Matters – 3:44 (Greg Vanderpool)
8. Monkey – 4:57 (Zachary Micheletti, Mimi Parker, Alan Sparhawk)
9. Cindy, I'll Marry You Someday – 3:36 (Tradizionale, arrangiato da Robert Plant e Buddy Miller)
10. Harm's Swift Way – 4:18 (Townes Van Zandt)
11. Satan Your Kingdom Must Come Down – 4:12 (Tradizionale, arrangiato da Robert Plant e Buddy Miller)
12. Even This Shall Pass Away – 4:02 (Theodore Tilton, arrangiato da Robert Plant e Buddy Miller)

## Formazione
- Robert Plant – voce
- Patty Griffin – voce, chitarra
- Buddy Miller - chitarra, voce
- Darrell Scott – voce, mandolino, chitarra, accordéon, pedal steel guitar, lap steel guitar, banjo
- Byron House – basso
- Marco Giovino – percussioni